# Semaeopus perpolitaria
Semaeopus perpolitaria är en fjärilsart som beskrevs av Heinrich Benno Möschler 1881. Semaeopus perpolitaria ingår i släktet Semaeopus och familjen mätare. Inga underarter finns listade i Catalogue of Life.